# Шмартно в Тухињу
Шмартно в Тухињу (словен. Šmartno v Tuhinju) је насељено место у општини Камник, Средњесловенска регија, Словенија.

## Историја
До територијалне реорганизације у Словенији било је у саставу старе општине Камник.

## Становништво
У попису становништва из 2011. године, Шмартно в Тухињу је имало 218 становника.
| Број становника према пописима | Број становника према пописима | Број становника према пописима |
| ------------------------------ | ------------------------------ | ------------------------------ |
| 1991                           | 2002                           | 2011                           |
| 198                            | 202                            | 218                            |